# Othinosmia rhodognatha
Othinosmia rhodognatha är en biart som först beskrevs av Cockerell 1946.  Othinosmia rhodognatha ingår i släktet Othinosmia och familjen buksamlarbin. Inga underarter finns listade i Catalogue of Life.